# Hochwang (Berg)
Der Hochwang mit 2532 m ü. M. ist ein Berg im Kanton Graubünden in der Schweiz.

## Lage
Der Hochwang in den Plessuralpen ist mit 2532 m die höchste Erhebung der nach ihm benannten Hochwangkette. Er liegt 5 km nördlich  von Pagig im Schanfigg und 6 km südlich  von Hinterberg bei Furna im Prättigau.
Wegen der umliegenden Trabanten gibt es kaum Tiefblicke in die Täler. Aber das Panorama ist beachtlich.
Drei Grate und drei Flanken formen den Hochwang. Die Grate, die Süd- und die Ostflanke sind leicht zu begehen. Über diese führen auch die Routen zum Gipfel. Die Nordwestflanke besteht aus steilen losen Felsen, Bändern und Runsen. Die werden sehr selten begangen.
Auf dem höheren Südgipfel 2532 m steht ein Steinmann mit Gipfelbuch. 170 m nördlich davon liegt der Nordgipfel (2522 m) der eher selten aufgesucht wird.

## Aufstieg
- von Pagig oder St. Peter, über Triemel durch die Pagiger Bleis
- vom Lüner Grat, über den Südwestgrat
- von Valzeina, durch die Nordflanke
- vom Rothorn, über den Nordgrat
- vom Ratoser Stein, über den Südostgrat

Touristisch erschlossen von der Schanfigger Seite über einen Sessellift (von Fatschel bis Triemel) und durch den Schanfigger Höhenweg.

## Benachbarte Gipfel
Furna Rothorn 2363 m,  Ratoser Stein 2473 m,  Tüfelsch Chopf 2480 m. 

## Karten
- Landeskarte der Schweiz 1:25'000, Blatt 1176 Schiers, Blatt 1196 Arosa,
- Landeskarte der Schweiz 1:50'000, Blatt 248 Prättigau.